# NHRAチャンピオンシップ・ドラッグ・レーシング・シリーズ
NHRAチャンピオンシップ・ドラッグ・レーシング・シリーズは、アメリカ合衆国のモータースポーツ統括団体であるNHRA（ ナショナル・ホット・ロッド・アソシエーション）によるドラッグレースシリーズである。
オープンホイールのトップ・フューエル、ハコボディを被せたファニー・カー、プロ・ストック・カー、二輪のプロ・ストック・モーターサイクル等の車体に、ガソリンやメタノールを燃料とするエンジンを搭載した車両でレースを行う。
トップ・フューエル・クラスとファニー・カー・クラスの上位は、最高時速324マイル(518km/h)以上、ゴールまでの1/4マイル(2009年から1000フィートに短縮）を5秒以下(1000フィートでは3.7秒程）で走る。(約8000馬力）
約1500馬力のプロ・ストック・カー・クラス、350馬力を有するプロ・ストック・モーターサイクル・クラスは市販車の形・特徴を残したデザイン(外観）とし、社名(製造会社のマーク・ロゴ）を入れなければならないとされている。
レースでは、一度に二台ずつ(Z　MAXでは4台）がクリスマスツリーと称されるシグナルに従いスタートしビッグエンドと言われるゴールにどちらが先にゴールするかを競い、勝ち抜きトーナメント方式で順位を決定する。ウイナーサークルではプロクラス(4クラス）の勝者のみが祝される。
1995年、プロストック・モーターサイクル・クラスに川上英二がフルシーズンエントリーし、最終戦のポモナでセミファイナル進出を果たした。(シリーズ11位）
1997年、ファニー・カー・クラスに出場した岡崎ケンジが日本人初優勝を飾り、年間6位に入賞した。
2019年、川上エイジがデンバーのイベントにスポット参戦。23年振りの復帰戦ながらクヲリファイ12位でトーナメント進出。RD1 7,295を記録するもFOULで敗退。